# Pécskő
A Pécskő (néha Pécs-kő) egy bazaltcsúcs Nógrád vármegyében.

## Fekvése

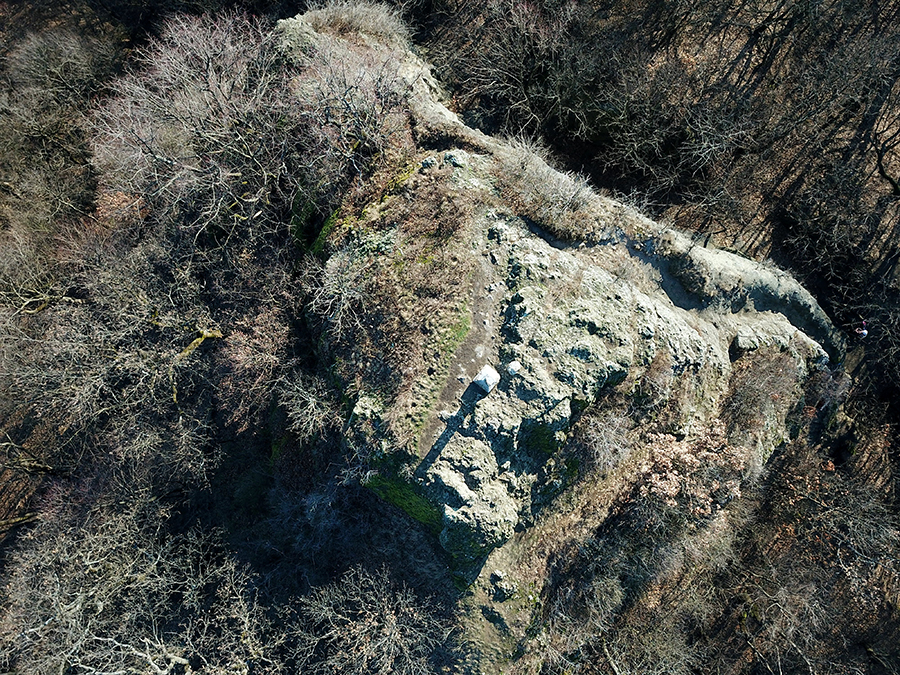
Salgótarján, Pécskő légi felvételen

Salgótarján központjától 1,5 km-re keletre emelkedik a város fölé az 552 méteres tengerszint feletti magasságú Pécskő bazaltcsúcs. A Pécskő vulkáni kúpja azonos korú a Salgóvár bazaltjával, a legújabb vizsgálatok szerint kb. 5 millió éves. A csúcsról igen szép kilátás nyílik a városra, a Karancs és a Medves vidékére, a Mátra, a Cserhát, a Börzsöny és a Bükk hegyeire, tiszta időben pedig a Magas-Tátrára is.
A Salgótarján–Somlyó-bányatelep–Pécskő-nyereg útvonalon célszerű felkeresni a sziklát. A Pécskő-nyeregtől kb. 20 perces sétával juthatunk jelzett úton (sárga sáv) a Pécskő csúcsához.

## Leírása
A csúcs mellett kaptárkövek sorakoznak.
Pécskő várának romját elsőként Görög Demeter 1802-ben készült térképe jelöli, okleveles említés viszont nem maradt fenn. Az 1920-as években a város utcáinak kövezésére bányászták a fekete színű, tömött szövetű, jól hasadó bazaltot. A bányászat a főcsúcson is nyomot hagyott, ekkor véstek a sziklába egy viszonylag jól járható lépcsőt a csúcshoz. 1960-ban a sziklacsúcs lábánál bronzkori település maradványait találták meg. 1999-ben régészeti kutatás során mészhabarcsos falazatrészeket és sziklába vésett falhelyeket találtak.
A Salgóhoz hasonlóan a Pécskő is alkalmas lehetett kisebb sziklavár építéséhez. A helyi hagyomány szerint Pécskőn egykor rablóvár állt. A kőfejtés annyira átformálta a sziklát, hogy ma már alig látható a vár nyoma. A szikla déli oldala előtti területen, amit jelenleg nagy mennyiségű bányatörmelék és odahordott föld borít, elővár állhatott. Az árok vagy sánc maradványaihoz hasonló terepalakulatokról nem lehet egyértelműen megállapítani, hogy a várhoz tartoznak-e vagy a bányászat során keletkeztek. Régészeti ásatással lehetne meghatározni a vár kiterjedését és korát. 1987 óta a szikla és a környező erdő természetvédelmi terület.

Panoráma a Pécskő szikláról